# Acquisizione del linguaggio
L'acquisizione del linguaggio o acquisizione linguistica, in psicolinguistica e in psicologia dello sviluppo, è il processo di apprendimento e crescita che porta il bambino a comprendere e a riprodurre intenzionalmente una lingua naturale e a interagire verbalmente con altri individui. L'acquisizione del linguaggio è un processo diverso dall'apprendimento. L'apprendimento, che non è "acquisizione", è un processo in cui la lingua e le sue regole grammaticali sono imparate in modo consapevole; solitamente, il contesto d'apprendimento è formale (e.g., scuola e corsi).
L'acquisizione del linguaggio si distingue in due grandi campi: l'acquisizione della lingua materna (o "lingua madre, lingua nativa, lingua prima, L1"), che include anche l'acquisizione bilingue, e l'acquisizione delle lingue straniere (o lingue straniere, lingue seconde, L2).

## Acquisizione della lingua materna (L1)
Il processo di acquisizione della lingua materna ha carattere spontaneo e riguarda tanto la competenza passiva (la comprensione) quanto la competenza attiva (la produzione) del bambino.
I principali orientamenti teorici sul tema sono tre:
- il costruttivismo o evoluzionismo di Jean Piaget (La représentation du monde chez l'enfant, 1926), secondo cui l'acquisizione ha carattere dinamico ed è orientata dall'interazione tra lo sviluppo fisico-cognitivo dell'individuo e il contesto;
- il comportamentismo di Burrhus Skinner (Verbal Behaviour, 1957), secondo cui l'apprendimento è innescato dal contesto e dalla imitazione, attraverso un meccanismo di stimolo e risposta;
- il maturazionalismo o universalismo (che rimonta alle posizioni di Noam Chomsky, espresse tra gli Anni Sessanta e Settanta del Novecento, in polemica con Skinner), secondo cui l'acquisizione linguistica obbedisce ai principi della grammatica universale e di un LAD (Language Acquisition Device) ed è una funzione biologicamente predeterminata nella mente umana.

Le posizioni di Piaget e Chomsky, pur nella loro diversità, sono di stampo innatista, mentre Skinner ritiene che il linguaggio sia un comportamento acquisito. Il comportamentismo comunque è un approccio che è nato nel campo della psicologia e non della linguistica.

## Evoluzione del linguaggio (L1)
Fin dalla vita intrauterina il bambino è in grado di distinguere diversi suoni, di differenziarli e di memorizzarli; riconosce ad esempio la voce della madre. A livello di produzione pre-linguistica, a 13 giorni muove mani e bocca mentre a 21 è già in grado di modulare il pianto a seconda delle necessità. Nel processo si susseguono diversi stadi:
- Stadio pre-intenzionale: fin dai primissimi giorni il neonato esprime dei suoni senza intento comunicativo; i primi suoni a comparire sono  le bilabiali (sviluppate grazie al contatto con il capezzolo) e le vocali. In genere, a partire dai 6 mesi si passa alla lallazione, in cui si esprimono sequenze di vocali e consonanti ben precise con intonazione. La lallazione è molto importante perché è riconosciuto che più è ricca e prolungata la fase della lallazione migliore sarà lo sviluppo delle prime parole.
- Stadio intenzionale: a partire dagli otto mesi il bambino esprime suoni con intento comunicativo. Il bambino attua un comportamento di referenza condivisa, cerca lo sguardo dell'adulto mentre parla o mentre indica qualcosa, utilizza gesti referenziali e, se il messaggio non viene recepito, tende a ripeterlo con più determinazione. Segue un periodo detto di "audimutismo fisiologico" (tra gli 8 e i 10 mesi) in cui il bambino interrompe la produzione verbale. È la fase maggiormente legata alla comprensione di ciò che si ascolta. Tra gli 8 e i 13 mesi la comprensione è più legata al contesto, si effettuano categorizzazioni e generalizzazioni basate sull'etichettamento lessicale.
- Stadio linguistico: a 12 mesi il bambino comincia a produrre le cosiddette "proto-parole", che rappresentano il livello più alto dell’acquisizione del linguaggio nel periodo pre-linguistico. Dalle proto-parole inizia la vera produzione linguistica. Il bambino è in grado di riprodurre con precisione i suoni linguistici e comincia ad esprimersi con parole bisillabiche, riferendosi anche a situazioni non-contestuali.

Va sottolineato che lo sviluppo linguistico è strettamente collegato con lo sviluppo psicomotorio: a 12 mesi, il bambino inizia a produrre a livello motorio gesti comunicativi precursori del linguaggio stesso. Ad esempio, il bambino impara ad indicare la propria pappa oppure indica la palla e questi sono atti comunicativi veri e propri, svolti attraverso i gesti. I gesti referenziali servono a rappresentare un oggetto attraverso un simbolo gestuale. A 12 mesi il bambino comincia ad esprimersi con olofrasi (cioè frasi composte da una sola parola), a 18 utilizza frasi telegrafiche. Il lessico, inizialmente costituito da poche parole come mamma o papà, inizia ad arricchirsi: tra i 12 e i 16 mesi, si registra un decisivo aumento del bagaglio lessicale, con quella che viene definita "esplosione del vocabolario". Non tutti i bambini però passano attraverso questa improvvisa esplosione: ci sono bambini il cui lessico si arricchisce gradualmente nel tempo. Il bambino impara il significato delle parole grazie al contesto nel quale queste parole vengono dette. Tra i 16 e i 24 mesi comincia a distinguere tra nomi e verbi, arriva allo stadio delle 50 parole (le femmine sono più precoci) che gli consente di formare le prime frasi vere e proprie. L’adulto comprende la frase del bambino, grazie al contesto, ai gesti del bambino, al tono e al volume della voce e quindi ha tutti quegli elementi non verbali e paraverbali che fanno da corollario alla singola parole. Generalmente le olofrasi sono costituite da parole che hanno un significato concreto per il bambino, come le parole mamma e papà. A 2 anni impiega frasi più lunghe ma non utilizza bene i connettivi e la sua comunicazione è caratterizzata da ipercorrettismi.
L’apprendimento dei verbi è decisamente più lento e generalmente i verbi più usati in questa fase sono legati ad azioni vere e proprie. Oltre all’aspetto sintattico, legato alla produzioni di frasi, nei 2 anni si assiste anche allo sviluppo morfologico, che consente al bambino di coniugare aggettivi, verbi e parole nel modo corretto all’interno di una frase.
Intorno ai 2 anni lo sviluppo sintattico e morfologico migliora e il bambino inizia a produrre le frasi telegrafiche, ossia frasi non più costituite da una sola parola, ma da più parole, che compongono una frase. Tra le parole scelte sono esclusi i cosiddetti connettivi, ossia tutte quelle parole che legano i vari componenti della frase: come gli articoli, le congiunzioni e alcune forme verbali più complicate.
Lo sviluppo sintattico si affina sempre di più con il passare dei mesi: intorno ai 3 anni vengono coniugati correttamente i verbi e fanno la loro comparsa i connettivi. I bambini hanno appreso l'ordine sintattico nella frase e già a quest'età cominciano ad utilizzare il passivo. La capacità articolatoria si evolve fino a 6 anni.
Per quanto riguarda lo sviluppo pragmatico e testuale discorsivo, il bambino a 3 anni può cominciare a conversare, a 4 ha una conoscenza di base della lingua e a 5 fa pochi errori. A 6 anni è in grado di narrare e conversare mentre a 10 comprende i significati indiretti di un discorso e lo humour.

## La lettura e scrittura come "apprendimento"
Quando il discente desidera anche imparare a leggere e scrivere una lingua L2 la cui componente parlata (grammatica, vocabolario e pronuncia) è in fase di acquisizione, il processo di apprendimento della lettura e scrittura comunque è sempre e interamente artificiale e non naturale, per cui è un "apprendimento" e non un'acquisizione; nel caso limite, se i sistemi di scrittura e di lettura sono totalmente o parzialmente imparentati, semplicemente il discente può beneficiare di un transfer positivo, ma nulla di più. Per esempio, se un parlante di italiano L1 impara lo spagnolo, l'alfabeto latino usato è pressoché identico, come anche la pronuncia di parecchi suoni, per cui nei primi tempi del processo di apprendimento (relativamente breve) della lettura e scrittura possono verificarsi sporadicamente degli errori di ortografia e pronuncia per transfer negativo da L1. Il processo di apprendimento della capacità di lettura e scrittura è sempre artificiale anche in L1.
La branca della scienza che si occupa di studiare le strategie scientificamente fondate per insegnare a leggere a partire da piccole quantità di rudimenti elementari e dalla fonica (phonics) è la scienza della lettura (Science of Reading, SOR); l'istruzione alla lettura basata sulla ricerca scientifica e non su mere opinioni o lunghe tradizioni viene detta "Evidence-based Reading Instruction" e "Science-based Reading Instruction". Un processo di acquisizione di qualunque lingua (L1 o L2), se prevede anche l'inserimento dell'apprendimento conscio della lettura e scrittura, deve attendere il momento in cui il discente è ormai sufficientemente maturo dal punto di vista cognitivo per imparare a leggere e scrivere. Il periodo è intorno ai 5-6 anni, cioè quando il bambino entra nella scuola primaria.